# غزوة بليارش وريباغورثا (904)
غزوة بليارش وريباغورثا سنة 291 هجرية ( بالكاتالانية ، Ràtzia de 904 ) كانت حملة عسكرية شنتها إمارة قرطبة ضد كونتيات بليارش وريباجورزا .

## خلفية تاريخية
في أغسطس 872، اغتيل برنارد القوطي على يد برنارد بلانتابيلوسا ، وعين أوليبا الثاني مجددا على رأس كونتيات قرقوشة وراسيس، بينما عُين بلانتابيلوسا على كونتيات طولوشة وليموج. خرجت كل من كونتيتي بليارش وريباغورثا من سيطرته، حيث أسس أنصار الكونت المقتول سلالة جديدة أول حكامها هو الكونت ريموند الأول.

## الغارة الإولى
في عام 897م، هاجم لب بن محمد بن لب القسوي كونتية برشلونة ، فقتل الكونت ويلفريد في ساحة المعركة، وذلك في 11 أغسطس/آب من ذلك العام. بعد فترة وجيزة انتزع حصون تطيلة وطرسونة وألبة وطليطلة من إمارة قرطبة ودمر ريف جيان .

## غارة 904
في عام 904، غادر لب بن محمد مدينة بلغي مع جيشه،  لمواجهة ريموند الأول كونت بليارش؛ واستولى بنجاح على قلاع سروقة ، وكاستيسنت ، ومولا دي بارو ، محققًا بذلك أكبر توسع لممتلكاته. قامت قواته بتخريب واستباحة بليارش بأكملها، مما أسفر عن مقتل حوالي سبعمائة شخص وأسر حوالي ألف أسير حرب  - ومن بينهم ابن الكونت نفسه، إيسارن .

## تداعيات
في عام 905، عزل فورتون جارسيس  ملك نبرة المتحالف مع بني قسي من طرف سانشو الأولبمساعدة كونت بليارش. في عام 907، حاول لب بن محمد إعادة فورتون للعرش بالهجوم على بمبلونة ، لكن نتائج الحملة كانت كارثية. وبعد فترة وجيزة، سقط لب في كمين أعده سانشو ملك نبرة، وسقط قتيلا.
اُطلق سراح إيسارن ، الذي كان أسيرًا في تطيلة ،في عام 918. 